# Ernst Behrendt
Ernst Behrendt (* 10. Dezember 1921) ist ein ehemaliger deutscher Fußballspieler. Von 1949 bis 1951 spielte er im DDR-Fußball in der Spitzenliga.

## Sportliche Laufbahn
In der Saison 1949/50 begann der 28-jährige Ernst Behrendt seine Karriere im Spitzenfußball der DDR. Er gehörte zum Spieleraufgebot der Betriebssportgemeinschaft (BSG) Märkische Volksstimme Babelsberg, die zu den Gründungsmannschaften der zu dieser Saison neu gestarteten Fußball-Liga des Deutschen Sportausschusses gehörte. Behrendt war von Beginn an Stammspieler der Babelsberger Mannschaft, für die er in den 26 Ligaspielen 24-mal antrat. Dabei wurde er hauptsächlich als linker Verteidiger eingesetzt, und er blieb viermal als Torschütze erfolgreich. Nach vier Spieltagen der Saison 1950/51 wechselte die BSG ihren Namen in Rotation Babelsberg. Da der bisherige Linksaußenstürmer Erich Gießler nicht zur Verfügung stand, setzte Trainer Hans Höfer Behrendt auf dessen Position ein. Dabei bewies Behrendt mit seinen acht Toren, dass er sich auch als Stürmer behaupten konnte. Allerdings konnte er in der in 34 Spieltage dauernden Saison nur zwölfmal, hauptsächlich in der Hinrunde, eingesetzt werden. In der Spielzeit 1951/52 versuchte Behrendt einen Neustart bei der Potsdamer zweitklassigen Sportgemeinschaft der Deutschen Volkspolizei. Nachdem er dort aber nur in zwei Punktspielen eingesetzt worden war, nahm der 31-Jährige anschließend Abschied vom Leistungssport.